# Serie A2 2017-2018 (calcio a 5)
Il campionato di Serie A2 2017-2018 è stata la 20ª edizione della categoria. La stagione regolare ha preso avvio il 7 ottobre 2017 per concludersi il 14 aprile 2018, prolungandosi fino al 12 maggio con la disputa delle partite di spareggio. L'edizione è caratterizzata da una marcata carenza di organico: con appena 22 squadre iscritte, scese a 21 in seguito al ritiro dell'Isernia, essa rappresenta il record negativo della categoria dalla sua istituzione. Aumentato di una unità il numero di promozioni nella massima serie (saranno promosse le vincitrici dei due gironi e le vincitrici dei play-off), è stato corretto anche il numero di retrocessioni in Serie B: per ogni girone retrocederà solo la società perdente dei play-out che tuttavia si disputeranno solamente se al termine della stagione regolare il divario tra l'ultima e la penultima classificata sarà pari o superiore a 8 punti. In caso contrario a retrocedere sarà direttamente l'ultima classificata.

## Partecipanti
Il consiglio direttivo della Divisione Calcio a Cinque, preso atto della iscrizione in Serie A2 di 21 società aventi diritto; del ripescaggio in Serie A del Milano; della rinuncia di Augusta, Cagliari, Isola (iscritte ai rispettivi campionati regionali) e Policoro (la società ha ceduto il titolo sportivo al neopromosso Rossano il quale ha formalmente rinunciato all'iscrizione), ha provveduto al ripescaggio dell'Ossi San Bartolomeo, finalista dei play-off promozione di Serie B, e definito l’organico per la stagione sportiva 2017-18 in 22 società. Tra le neopromosse, Carrè Chiuppano, Rossano e Sestu fanno ritorno nella categoria rispettivamente a uno, due e tre anni di distanza dall'ultima partecipazione, mentre le altre società sono al debutto in Serie A2. La Puglia è la regione più rappresenta, potendo vantare cinque squadre iscritte. L'Arzignano è la società che vanta il maggior numero di partecipazioni assolute (7 edizioni) mentre appartiene alla Salinis la striscia più lunga di partecipazioni consecutive alla categoria (5 edizioni, dal 2013-14).

## Avvenimenti

### Sorteggio calendario
Il calendario dei due gironi è stato reso noto venerdì 18 agosto sul sito web della Divisione Calcio a 5. In seguito alla rinuncia dell'Isernia, sette società hanno presentato una lettera congiunta alla Divisione Calcio a 5, rimasta inascoltata, per chiedere la riformulazione del calendario del girone B, in modo da evitare, in un campionato già sottodimensionato, di far riposare due squadre per ogni turno. In seguito al recepimento di una seconda lettera, firmata questa volta da tutte e dieci le società del girone B la Divisione ha disposto la riformulazione del calendario relativo al girone di ritorno.

### Soste
- 23-30 dicembre (sosta natalizia)
- 13 gennaio e 17 marzo (Coppa Italia)
- 31 marzo (Pasqua)

### Penalizzazioni
In questa stagione il Civitella sconta 4 punti di penalizzazione in classifica per non aver schierato, in altrettanti incontri del precedente campionato di Serie B, il numero minimo di giocatori formati in Italia richiesti dal regolamento. Il 18 ottobre la corte federale d'appello accoglieva parzialmente il ricorso presentato dalla società, riducendo a 2 punti la penalizzazione.

### Rinuncia Isernia
In data 5 ottobre, il presidente Antonio Ionata ha formalmente comunicato la rinuncia dell'Isernia a partecipare al campionato; alla base della decisione, il disimpegno economico di alcuni sponsor e il mancato adeguamento del PalaFraraccio. Nonostante la rinuncia, il calendario del girone B è rimasto inalterato: nel turno che le avrebbe opposte all'Isernia, le società osservano un turno di riposo. In seguito alla rinuncia dell'Isernia la Divisione ha ridotto il numero di retrocessioni a una sola squadra, ovvero la perdente dei play-out del girone A. Il girone B non esprime dunque retrocessioni

## Girone A

### Classifica[19]
|  | Pos. | Squadra          | Pt | G  | V  | N | P  | GF  | GS  | DR  |
|  | ---- | ---------------- | -- | -- | -- | - | -- | --- | --- | --- |
|  | 1.   | Civitella        | 46 | 20 | 15 | 3 | 2  | 97  | 53  | +44 |
|  | 2.   | Arzignano        | 41 | 20 | 12 | 5 | 3  | 77  | 59  | +18 |
|  | 3.   | Carrè Chiuppano  | 37 | 20 | 11 | 4 | 5  | 127 | 76  | +51 |
|  | 4.   | Sestu            | 35 | 20 | 10 | 5 | 5  | 72  | 53  | +19 |
|  | 5.   | Orte             | 35 | 20 | 11 | 2 | 7  | 93  | 75  | +18 |
|  | 6.   | Bubi Merano      | 25 | 20 | 7  | 4 | 9  | 74  | 77  | -3  |
|  | 7.   | Olimpus Roma     | 24 | 20 | 7  | 3 | 10 | 70  | 79  | -9  |
|  | 8.   | Atlante Grosseto | 22 | 20 | 6  | 4 | 10 | 72  | 81  | -9  |
|  | 9.   | Prato            | 18 | 20 | 4  | 6 | 10 | 63  | 99  | -36 |
|  | 10.  | Ossi             | 14 | 20 | 4  | 2 | 14 | 63  | 105 | -42 |
|  | 11.  | Leonardo         | 11 | 20 | 3  | 2 | 15 | 60  | 111 | -51 |

### Verdetti
- Civitella e, dopo i play-off, Arzignano promosso in Serie A 2018-19.
- Leonardo retrocessa in Serie B ma successivamente ripescata.

### Capoliste solitarie
- Dalla 2ª alla 3ª giornata: Orte
- Dalla 6ª alla 7ª giornata: Carrè Chiuppano
- Dalla 9ª alla 11ª giornata: Civitella
- 13ª giornata: Civitella
- Dalla 14ª alla 15ª giornata: Orte
- 17ª giornata: Sestu
- Dalla 18ª giornata alla 22ª giornata: Civitella

|    | —— | —— | —— | —— | —— | —— | —— | —— | ——  | ——  | ——  | ——  | ——  | ——  | ——  | ——  | ——  | ——  | ——  | ——  | ——  | —— |  |
|    | OR | OR |    |    | CC | CC |    | CV | CV  | CV  |     | CV  | OR  | OR  |     | SE  | CV  | CV  | CV  | CV  | CV  |    |  |
|    |    |    |    |    |    |    |    |    |     |     |     |     |     |     |     |     |     |     |     |     |     |    |  |
|    |    |    |    |    |    |    |    |    |     |     |     |     |     |     |     |     |     |     |     |     |     |    |  |
| 1ª | 2ª | 3ª | 4ª | 5ª | 6ª | 7ª | 8ª | 9ª | 10ª | 11ª | 12ª | 13ª | 14ª | 15ª | 16ª | 17ª | 18ª | 19ª | 20ª | 21ª | 22ª |    |  |

### Statistiche
- Maggior numero di vittorie: Civitella (15)
- Minor numero di vittorie: Leonardo (3)
- Maggior numero di pareggi: Prato (6)
- Minor numero di pareggi: 3 squadre (2)
- Maggior numero di sconfitte: Leonardo (15)
- Minor numero di sconfitte: Civitella (2)
- Miglior attacco: Carrè Chiuppano (127)
- Peggior attacco: Leonardo (60)
- Miglior difesa: Civitella, Sestu (53)
- Peggior difesa: Leonardo (111)
- Miglior differenza reti: Carrè Chiuppano (+51)
- Peggior differenza reti: Leonardo (-51)
- Miglior serie positiva: Arzignano, Civitella (10)
- Maggior numero di vittorie consecutive: Arzignano, Civitella (6)
- Maggior numero di sconfitte consecutive: Leonardo (9)
- Partita con maggiore scarto di gol: Carrè Chiuppano-Prato 14-1 (13)
- Partita con più reti: Carrè Chiupp-Leonardo 11-7, Carrè Chiupp-Ossi 14-4 (18)
- Maggior numero di reti in una giornata: 21ª (53)
- Minor numero di reti in una giornata: 5ª (22)

### Classifica marcatori
| Gol |  |  | Giocatore           | Squadra          |
| --- |  |  | ------------------- | ---------------- |
| 31  |  |  | Juanillo            | Prato            |
| 30  |  |  | Pedrinho            | Carrè Chiuppano  |
| 29  |  |  | Ricardo Zanella     | Carrè Chiuppano  |
| 27  |  |  | Douglas             | Carrè Chiuppano  |
| 25  |  |  | Keko                | Atlante Grosseto |
| 23  |  |  | Toni Jelavić        | Civitella        |
| 19  |  |  | Federico Di Eugenio | Olimpus Roma     |
| 16  |  |  | Guga                | Bubi Merano      |
| 16  |  |  | Luca Pizzoli        | Olimpus Roma     |
| 15  |  |  | Vanderlei Bonfin    | Sestu            |
| 15  |  |  | Gabriel Carvalho    | Civitella        |
| 15  |  |  | Carlo Houenou       | Arzignano        |
| 15  |  |  | Silon Júnior        | Ossi             |
| 15  |  |  | Lucas Santos        | Orte             |
| 14  |  |  | William Foppa       | Ossi             |
| 14  |  |  | Raúl Rocha          | Orte             |
| 14  |  |  | Deivison Viegas     | Leonardo         |

### Calendario e risultati
| andata | andata          | 1ª giornata               | ritorno (12ª) | ritorno (12ª) |
|        |                 |                           |               |               |
| 7 ott. | 5-4             | Arzignano-Carrè Chiuppano | 4-4           | 6 gen.        |
| 7 ott. | 4-1             | Civitella-Sestu           | 2-3           | 6 gen.        |
| 7 ott. | 3-3             | Leonardo-Atlante Grosseto | 3-5           | 6 gen.        |
| 7 ott. | 11-4            | Orte-Ossi                 | 2-1           | 6 gen.        |
| 7 ott. | 5-5             | Prato-Bubi Merano         | 3-7           | 6 gen.        |
| 7 ott. | riposa: Olimpus |                           |               | 6 gen.        |

| andata  | andata            | 2ª giornata               | ritorno (13ª) | ritorno (13ª) |
|         |                   |                           |               |               |
| 14 ott. | 3-4               | Atlante Grosseto-Orte     | 4-5           | 20 gen.       |
| 14 ott. | 6-0               | Bubi Merano-Leonardo      | 5-4           | 20 gen.       |
| 14 ott. | 3-3               | Carrè Chiuppano-Civitella | 3-4           | 20 gen.       |
| 14 ott. | 3-3               | Ossi-Olimpus              | 4-5           | 20 gen.       |
| 14 ott. | 5-1               | Sestu-Prato               | 1-1           | 20 gen.       |
| 14 ott. | riposa: Arzignano |                           |               | 20 gen.       |

| andata | andata          | 1ª giornata               | ritorno (12ª) | ritorno (12ª) |
|        |                 |                           |               |               |
| 7 ott. | 5-4             | Arzignano-Carrè Chiuppano | 4-4           | 6 gen.        |
| 7 ott. | 4-1             | Civitella-Sestu           | 2-3           | 6 gen.        |
| 7 ott. | 3-3             | Leonardo-Atlante Grosseto | 3-5           | 6 gen.        |
| 7 ott. | 11-4            | Orte-Ossi                 | 2-1           | 6 gen.        |
| 7 ott. | 5-5             | Prato-Bubi Merano         | 3-7           | 6 gen.        |
| 7 ott. | riposa: Olimpus |                           |               | 6 gen.        |

| andata  | andata            | 2ª giornata               | ritorno (13ª) | ritorno (13ª) |
|         |                   |                           |               |               |
| 14 ott. | 3-4               | Atlante Grosseto-Orte     | 4-5           | 20 gen.       |
| 14 ott. | 6-0               | Bubi Merano-Leonardo      | 5-4           | 20 gen.       |
| 14 ott. | 3-3               | Carrè Chiuppano-Civitella | 3-4           | 20 gen.       |
| 14 ott. | 3-3               | Ossi-Olimpus              | 4-5           | 20 gen.       |
| 14 ott. | 5-1               | Sestu-Prato               | 1-1           | 20 gen.       |
| 14 ott. | riposa: Arzignano |                           |               | 20 gen.       |

| andata  | andata       | 3ª giornata              | ritorno (14ª) | ritorno (14ª) |
|         |              |                          |               |               |
| 20 ott. | 8-4          | Olimpus-Atlante Grosseto | 3-3           | 27 gen.       |
| 21 ott. | 3-2          | Civitella-Arzignano      | 2-5           | 27 gen.       |
| 21 ott. | 1-4          | Leonardo-Sestu           | 3-6           | 27 gen.       |
| 21 ott. | 2-1          | Orte-Bubi Merano         | 4-3           | 27 gen.       |
| 21 ott. | 5-9          | Prato-Carrè Chiuppano    | 1-14          | 27 gen.       |
| 21 ott. | riposa: Ossi |                          |               | 27 gen.       |

| andata  | andata            | 4ª giornata              | ritorno (15ª) | ritorno (15ª) |
|         |                   |                          |               |               |
| 28 ott. | 2-2               | Arzignano-Prato          | 3-3           | 3 feb.        |
| 28 ott. | 7-2               | Atlante Grosseto-Ossi    | 4-2           | 3 feb.        |
| 28 ott. | 1-3               | Bubi Merano-Olimpus      | 6-3           | 3 feb.        |
| 28 ott. | 11-7              | Carrè Chiuppano-Leonardo | 8-4           | 3 feb.        |
| 28 ott. | 8-3               | Sestu-Orte               | 6-6           | 3 feb.        |
| 28 ott. | riposa: Civitella |                          |               | 3 feb.        |

| andata  | andata       | 3ª giornata              | ritorno (14ª) | ritorno (14ª) |
|         |              |                          |               |               |
| 20 ott. | 8-4          | Olimpus-Atlante Grosseto | 3-3           | 27 gen.       |
| 21 ott. | 3-2          | Civitella-Arzignano      | 2-5           | 27 gen.       |
| 21 ott. | 1-4          | Leonardo-Sestu           | 3-6           | 27 gen.       |
| 21 ott. | 2-1          | Orte-Bubi Merano         | 4-3           | 27 gen.       |
| 21 ott. | 5-9          | Prato-Carrè Chiuppano    | 1-14          | 27 gen.       |
| 21 ott. | riposa: Ossi |                          |               | 27 gen.       |

| andata  | andata            | 4ª giornata              | ritorno (15ª) | ritorno (15ª) |
|         |                   |                          |               |               |
| 28 ott. | 2-2               | Arzignano-Prato          | 3-3           | 3 feb.        |
| 28 ott. | 7-2               | Atlante Grosseto-Ossi    | 4-2           | 3 feb.        |
| 28 ott. | 1-3               | Bubi Merano-Olimpus      | 6-3           | 3 feb.        |
| 28 ott. | 11-7              | Carrè Chiuppano-Leonardo | 8-4           | 3 feb.        |
| 28 ott. | 8-3               | Sestu-Orte               | 6-6           | 3 feb.        |
| 28 ott. | riposa: Civitella |                          |               | 3 feb.        |

| andata | andata                   | 5ª giornata          | ritorno (16ª) | ritorno (16ª) |
|        |                          |                      |               |               |
| 4 nov. | 1-2                      | Leonardo-Arzignano   | 1-6           | 17 feb.       |
| 4 nov. | 3-0                      | Olimpus-Sestu        | 4-2           | 17 feb.       |
| 4 nov. | 4-7                      | Orte-Carrè Chiuppano | 2-5           | 17 feb.       |
| 4 nov. | 2-1                      | Ossi-Bubi Merano     | 1-8           | 17 feb.       |
| 4 nov. | 0-2                      | Prato-Civitella      | 0-6           | 17 feb.       |
| 4 nov. | riposa: Atlante Grosseto |                      |               | 17 feb.       |

| andata  | andata        | 6ª giornata                  | ritorno (17ª) | ritorno (17ª) |
|         |               |                              |               |               |
| 11 nov. | 1-7           | Arzignano-Orte               | 3-2           | 24 feb.       |
| 11 nov. | 4-3           | Bubi Merano-Atlante Grosseto | 4-3           | 24 feb.       |
| 11 nov. | 7-4           | Carrè Chiuppano-Olimpus      | 3-4           | 24 feb.       |
| 11 nov. | 8-0           | Civitella-Leonardo           | 9-2           | 24 feb.       |
| 11 nov. | 3-3           | Sestu-Ossi                   | 6-4           | 24 feb.       |
| 11 nov. | riposa: Prato |                              |               | 24 feb.       |

| andata | andata                   | 5ª giornata          | ritorno (16ª) | ritorno (16ª) |
|        |                          |                      |               |               |
| 4 nov. | 1-2                      | Leonardo-Arzignano   | 1-6           | 17 feb.       |
| 4 nov. | 3-0                      | Olimpus-Sestu        | 4-2           | 17 feb.       |
| 4 nov. | 4-7                      | Orte-Carrè Chiuppano | 2-5           | 17 feb.       |
| 4 nov. | 2-1                      | Ossi-Bubi Merano     | 1-8           | 17 feb.       |
| 4 nov. | 0-2                      | Prato-Civitella      | 0-6           | 17 feb.       |
| 4 nov. | riposa: Atlante Grosseto |                      |               | 17 feb.       |

| andata  | andata        | 6ª giornata                  | ritorno (17ª) | ritorno (17ª) |
|         |               |                              |               |               |
| 11 nov. | 1-7           | Arzignano-Orte               | 3-2           | 24 feb.       |
| 11 nov. | 4-3           | Bubi Merano-Atlante Grosseto | 4-3           | 24 feb.       |
| 11 nov. | 7-4           | Carrè Chiuppano-Olimpus      | 3-4           | 24 feb.       |
| 11 nov. | 8-0           | Civitella-Leonardo           | 9-2           | 24 feb.       |
| 11 nov. | 3-3           | Sestu-Ossi                   | 6-4           | 24 feb.       |
| 11 nov. | riposa: Prato |                              |               | 24 feb.       |

| andata  | andata              | 7ª giornata            | ritorno (18ª) | ritorno (18ª) |
|         |                     |                        |               |               |
| 18 nov. | 2-0                 | Atlante Grosseto-Sestu | 3-2           | 3 mar.        |
| 18 nov. | 6-2                 | Leonardo-Prato         | 5-5           | 3 mar.        |
| 18 nov. | 3-3                 | Olimpus-Arzignano      | 3-4           | 3 mar.        |
| 18 nov. | 4-7                 | Orte-Civitella         | 2-3           | 3 mar.        |
| 18 nov. | 1-8                 | Ossi-Carrè Chiuppano   | 4-14          | 3 mar.        |
| 18 nov. | riposa: Bubi Merano |                        |               | 3 mar.        |

| andata  | andata           | 8ª giornata                      | ritorno (19ª) | ritorno (19ª) |
|         |                  |                                  |               |               |
| 25 nov. | 6-5              | Arzignano-Ossi                   | 3-1           | 10 mar.       |
| 25 nov. | 6-6              | Carrè Chiuppano-Atlante Grosseto | 4-1           | 10 mar.       |
| 25 nov. | 5-3              | Civitella-Olimpus                | 7-5           | 10 mar.       |
| 25 nov. | 4-3              | Prato-Orte                       | 4-4           | 10 mar.       |
| 25 nov. | 5-1              | Sestu-Bubi Merano                | 2-2           | 10 mar.       |
| 25 nov. | riposa: Leonardo |                                  |               | 10 mar.       |

| andata  | andata              | 7ª giornata            | ritorno (18ª) | ritorno (18ª) |
|         |                     |                        |               |               |
| 18 nov. | 2-0                 | Atlante Grosseto-Sestu | 3-2           | 3 mar.        |
| 18 nov. | 6-2                 | Leonardo-Prato         | 5-5           | 3 mar.        |
| 18 nov. | 3-3                 | Olimpus-Arzignano      | 3-4           | 3 mar.        |
| 18 nov. | 4-7                 | Orte-Civitella         | 2-3           | 3 mar.        |
| 18 nov. | 1-8                 | Ossi-Carrè Chiuppano   | 4-14          | 3 mar.        |
| 18 nov. | riposa: Bubi Merano |                        |               | 3 mar.        |

| andata  | andata           | 8ª giornata                      | ritorno (19ª) | ritorno (19ª) |
|         |                  |                                  |               |               |
| 25 nov. | 6-5              | Arzignano-Ossi                   | 3-1           | 10 mar.       |
| 25 nov. | 6-6              | Carrè Chiuppano-Atlante Grosseto | 4-1           | 10 mar.       |
| 25 nov. | 5-3              | Civitella-Olimpus                | 7-5           | 10 mar.       |
| 25 nov. | 4-3              | Prato-Orte                       | 4-4           | 10 mar.       |
| 25 nov. | 5-1              | Sestu-Bubi Merano                | 2-2           | 10 mar.       |
| 25 nov. | riposa: Leonardo |                                  |               | 10 mar.       |

| andata | andata        | 9ª giornata                 | ritorno (20ª) | ritorno (20ª) |
|        |               |                             |               |               |
| 2 dic. | 2-6           | Atlante Grosseto-Arzignano  | 1-4           | 24 mar.       |
| 2 dic. | 4-4           | Bubi Merano-Carrè Chiuppano | 3-7           | 24 mar.       |
| 2 dic. | 3-6           | Olimpus-Prato               | 2-4           | 24 mar.       |
| 2 dic. | 4-5           | Ossi-Civitella              | 3-5           | 24 mar.       |
| 2 dic. | 10-1          | Orte-Leonardo               | 7-5           | 27 mar.       |
| 2 dic. | riposa: Sestu |                             |               | 27 mar.       |

| andata | andata       | 10ª giornata               | ritorno (21ª) | ritorno (21ª) |
|        |              |                            |               |               |
| 9 dic. | 5-1          | Arzignano-Bubi Merano      | 9-6           | 7 apr.        |
| 9 dic. | 2-3          | Carrè Chiuppano-Sestu      | 4-7           | 7 apr.        |
| 9 dic. | 3-3          | Civitella-Atlante Grosseto | 7-4           | 7 apr.        |
| 9 dic. | 2-4          | Leonardo-Olimpus           | 4-2           | 7 apr.        |
| 9 dic. | 3-4          | Prato-Ossi                 | 3-7           | 7 apr.        |
| 9 dic. | riposa: Orte |                            |               | 7 apr.        |

| andata | andata        | 9ª giornata                 | ritorno (20ª) | ritorno (20ª) |
|        |               |                             |               |               |
| 2 dic. | 2-6           | Atlante Grosseto-Arzignano  | 1-4           | 24 mar.       |
| 2 dic. | 4-4           | Bubi Merano-Carrè Chiuppano | 3-7           | 24 mar.       |
| 2 dic. | 3-6           | Olimpus-Prato               | 2-4           | 24 mar.       |
| 2 dic. | 4-5           | Ossi-Civitella              | 3-5           | 24 mar.       |
| 2 dic. | 10-1          | Orte-Leonardo               | 7-5           | 27 mar.       |
| 2 dic. | riposa: Sestu |                             |               | 27 mar.       |

| andata | andata       | 10ª giornata               | ritorno (21ª) | ritorno (21ª) |
|        |              |                            |               |               |
| 9 dic. | 5-1          | Arzignano-Bubi Merano      | 9-6           | 7 apr.        |
| 9 dic. | 2-3          | Carrè Chiuppano-Sestu      | 4-7           | 7 apr.        |
| 9 dic. | 3-3          | Civitella-Atlante Grosseto | 7-4           | 7 apr.        |
| 9 dic. | 2-4          | Leonardo-Olimpus           | 4-2           | 7 apr.        |
| 9 dic. | 3-4          | Prato-Ossi                 | 3-7           | 7 apr.        |
| 9 dic. | riposa: Orte |                            |               | 7 apr.        |

| \| andata \| andata \| 11ª giornata \| ritorno (22ª) \| ritorno (22ª) \| \| \| \| \| \| \| \| 16 dic. \| 7-4 \| Atlante Grosseto-Prato \| 4-7 \| 14 apr. \| \| 16 dic. \| 4-4 \| Bubi Merano-Civitella \| 2-8 \| 14 apr. \| \| 16 dic. \| 0-3 \| Olimpus-Orte \| 5-8 \| 14 apr. \| \| 16 dic. \| 5-3 \| Ossi-Leonardo \| 3-5 \| 14 apr. \| \| 16 dic. \| 7-3 \| Sestu-Arzignano \| 1-1 \| 14 apr. \| \| 16 dic. \| riposa: Carrè Chiuppano \| \| \| 14 apr. \| |                         |                        |               |               |
| andata | andata                  | 11ª giornata           | ritorno (22ª) | ritorno (22ª) |
| |                         |                        |               |               |
| 16 dic. | 7-4                     | Atlante Grosseto-Prato | 4-7           | 14 apr.       |
| 16 dic. | 4-4                     | Bubi Merano-Civitella  | 2-8           | 14 apr.       |
| 16 dic. | 0-3                     | Olimpus-Orte           | 5-8           | 14 apr.       |
| 16 dic. | 5-3                     | Ossi-Leonardo          | 3-5           | 14 apr.       |
| 16 dic. | 7-3                     | Sestu-Arzignano        | 1-1           | 14 apr.       |
| 16 dic. | riposa: Carrè Chiuppano |                        |               | 14 apr.       |

| andata  | andata                  | 11ª giornata           | ritorno (22ª) | ritorno (22ª) |
|         |                         |                        |               |               |
| 16 dic. | 7-4                     | Atlante Grosseto-Prato | 4-7           | 14 apr.       |
| 16 dic. | 4-4                     | Bubi Merano-Civitella  | 2-8           | 14 apr.       |
| 16 dic. | 0-3                     | Olimpus-Orte           | 5-8           | 14 apr.       |
| 16 dic. | 5-3                     | Ossi-Leonardo          | 3-5           | 14 apr.       |
| 16 dic. | 7-3                     | Sestu-Arzignano        | 1-1           | 14 apr.       |
| 16 dic. | riposa: Carrè Chiuppano |                        |               | 14 apr.       |

## Girone B

### Classifica[24]
|  | Pos. | Squadra             | Pt | G  | V  | N | P  | GF  | GS | DR  |
|  | ---- | ------------------- | -- | -- | -- | - | -- | --- | -- | --- |
|  | 1.   | Maritime            | 54 | 18 | 18 | 0 | 0  | 115 | 19 | +96 |
|  | 2.   | Meta Catania        | 41 | 18 | 13 | 2 | 3  | 74  | 36 | +38 |
|  | 3.   | Odissea 2000        | 29 | 18 | 9  | 2 | 7  | 67  | 76 | -9  |
|  | 4.   | Lido di Ostia       | 29 | 18 | 9  | 2 | 7  | 64  | 50 | +14 |
|  | 5.   | Barletta            | 20 | 18 | 5  | 5 | 8  | 63  | 69 | -6  |
|  | 6.   | Salinis             | 20 | 18 | 6  | 2 | 10 | 62  | 78 | -16 |
|  | 7.   | Ciampino Anni Nuovi | 20 | 18 | 6  | 2 | 10 | 51  | 74 | -23 |
|  | 8.   | Bisceglie           | 19 | 18 | 5  | 4 | 9  | 47  | 66 | -19 |
|  | 9.   | Virtus Rutigliano   | 17 | 18 | 4  | 5 | 9  | 60  | 73 | -13 |
|  | 10.  | Sammichele          | 8  | 18 | 2  | 2 | 14 | 32  | 94 | -62 |

### Verdetti finali
- Maritime e, dopo i play-off, Meta promossi in Serie A 2018-19.
- Odissea 2000 non iscritta al campionato di Serie A2 2018-19.

### Capoliste solitarie
- Dalla 2ª alla 3ª giornata: Salinis
- Dalla 5ª alla 20ª giornata: Maritime

|    | —— | —— | —— | ——       | ——       | ——       | ——       | ——       | ——       | ——       | ——       | ——       | ——       | ——       | ——       | ——       | ——       | ——       | ——       | —— |  |
|    | SA | SA |    | Maritime | Maritime | Maritime | Maritime | Maritime | Maritime | Maritime | Maritime | Maritime | Maritime | Maritime | Maritime | Maritime | Maritime | Maritime | Maritime |    |  |
|    |    |    |    |          |          |          |          |          |          |          |          |          |          |          |          |          |          |          |          |    |  |
|    |    |    |    |          |          |          |          |          |          |          |          |          |          |          |          |          |          |          |          |    |  |
| 1ª | 2ª | 3ª | 4ª | 5ª       | 6ª       | 7ª       | 8ª       | 9ª       | 10ª      | 11ª      | 12ª      | 13ª      | 14ª      | 15ª      | 16ª      | 17ª      | 18ª      | 19ª      | 20ª      |    |  |

### Statistiche
- Maggior numero di vittorie: Maritime (18)
- Minor numero di vittorie: Sammichele (2)
- Maggior numero di pareggi: Barletta, Virtus Noicattaro (5)
- Minor numero di pareggi: Maritime (0)
- Maggior numero di sconfitte: Sammichele (14)
- Minor numero di sconfitte: Maritime (0)
- Miglior attacco: Maritime (115)
- Peggior attacco: Sammichele (32)
- Miglior difesa: Maritime (19)
- Peggior difesa: Sammichele (94)
- Miglior differenza reti: Maritime (+96)
- Peggior differenza reti: Sammichele (-62)
- Miglior serie positiva: Maritime (18)
- Maggior numero di vittorie consecutive: Maritime (18)
- Maggior numero di sconfitte consecutive: Sammichele (11)
- Partita con maggiore scarto di gol: Maritime-Sammichele 13-1 (12)
- Partita con più reti: Salinis-Lido di Ostia 5-10 (15)
- Maggior numero di reti in una giornata: 18ª (50 - 5 partite), 10ª (34 - 4 partite)
- Minor numero di reti in una giornata: 8ª (16)

### Classifica marcatori
| Gol |  |  | Giocatore            | Squadra                      |
| --- |  |  | -------------------- | ---------------------------- |
| 21  |  |  | Alejandro Lemine     | Maritime                     |
| 19  |  |  | Alexandre Dall'Onder | Ciampino Anni Nuovi          |
| 19  |  |  | Fred                 | Lido di Ostia                |
| 19  |  |  | Davide Spampinato    | Maritime                     |
| 17  |  |  | Mancuso              | Maritime                     |
| 17  |  |  | Carmelo Musumeci     | Meta Catania                 |
| 16  |  |  | Manoel Crema         | Maritime                     |
| 16  |  |  | Silvio Dell'Olio     | Virtus Rutigliano            |
| 15  |  |  | Alejandro Vega       | Meta Catania                 |
| 15  |  |  | Vincenzo Milucci     | Sammichele (6) Bisceglie (9) |
| 15  |  |  | Leonardo Moraes      | Odissea 2000                 |
| 15  |  |  | Javier Zalacáin      | Barletta                     |
| 14  |  |  | Marcelinho           | Salinis                      |
| 13  |  |  | Carlos Anós          | Barletta                     |
| 13  |  |  | Márcio Zanchetta     | Maritime                     |

### Calendario e risultati
|        | 1ª giornata                  |     |
|        |                              |     |
| 7 ott. | Barletta-Sammichele          | 2-3 |
| 7 ott. | Bisceglie-Meta               | 2-3 |
| 7 ott. | Lido di Ostia-Rossano        | 3-6 |
| 7 ott. | Salinis-Virtus Noicattaro    | 5-1 |
| 7 ott. | riposano: Ciampino, Maritime |     |

|         | 2ª giornata                     |     |
|         |                                 |     |
| 14 ott. | Ciampino-Barletta               | 1-3 |
| 14 ott. | Rossano-Maritime                | 0-5 |
| 14 ott. | Sammichele-Salinis              | 3-4 |
| 14 ott. | Virtus Noicattaro-Lido di Ostia | 2-2 |
| 14 ott. | riposano: Bisceglie, Meta       |     |

|         | 3ª giornata                  |      |
|         |                              |      |
| 21 ott. | Barletta-Meta                | 2-5  |
| 21 ott. | Maritime-Virtus Noicattaro   | 10-0 |
| 21 ott. | Salinis-Ciampino             | 3-4  |
| 12 dic. | Lido di Ostia-Sammichele     | 6-2  |
|         | riposano: Bisceglie, Rossano |      |

|         | 4ª giornata               |     |
|         |                           |     |
| 28 ott. | Bisceglie-Barletta        | 3-3 |
| 28 ott. | Ciampino-Lido di Ostia    | 2-1 |
| 28 ott. | Meta-Salinis              | 5-2 |
| 28 ott. | Sammichele-Maritime       | 1-2 |
| 28 ott. | Virtus Noicattaro-Rossano | 5-5 |

|        | 5ª giornata                           |     |
|        |                                       |     |
| 4 nov. | Lido di Ostia-Meta                    | 2-2 |
| 4 nov. | Maritime-Ciampino                     | 7-0 |
| 4 nov. | Rossano-Sammichele                    | 1-4 |
| 4 nov. | Salinis-Bisceglie                     | 3-6 |
| 4 nov. | riposano: Barletta, Virtus Noicattaro |     |

|         | 6ª giornata                  |     |
|         |                              |     |
| 10 nov. | Meta-Maritime                | 2-3 |
| 11 nov. | Bisceglie-Lido di Ostia      | 0-3 |
| 11 nov. | Ciampino-Rossano             | 7-6 |
| 11 nov. | Sammichele-Virtus Noicattaro | 2-2 |
| 11 nov. | riposano: Barletta, Salinis  |     |

|         | 7ª giornata                         |     |
|         |                                     |     |
| 18 nov. | Maritime-Bisceglie                  | 9-1 |
| 18 nov. | Rossano-Meta                        | 4-3 |
| 18 nov. | Salinis-Barletta                    | 2-2 |
| 18 nov. | Virtus Noicattaro-Ciampino          | 5-1 |
| 18 nov. | riposano: Lido di Ostia, Sammichele |     |

|         | 8ª giornata                |     |
|         |                            |     |
| 25 nov. | Barletta-Lido di Ostia     | 4-1 |
| 25 nov. | Bisceglie-Rossano          | 2-2 |
| 25 nov. | Ciampino-Sammichele        | 2-2 |
| 25 nov. | Meta-Virtus Noicattaro     | 2-1 |
| 25 nov. | riposano: Martime, Salinis |     |

|        | 9ª giornata                 |     |
|        |                             |     |
| 1 dic. | Virtus Noicattaro-Bisceglie | 3-3 |
| 2 dic. | Lido di Ostia-Salinis       | 4-1 |
| 2 dic. | Maritime-Barletta           | 9-1 |
| 2 dic. | Sammichele-Meta             | 0-4 |
| 2 dic. | riposano: Ciampino, Rossano |     |

|        | 10ª giornata                               |     |
|        |                                            |     |
| 9 dic. | Barletta-Rossano                           | 5-8 |
| 9 dic. | Bisceglie-Sammichele                       | 6-1 |
| 9 dic. | Meta-Ciampino                              | 7-1 |
| 9 dic. | Salinis-Maritime                           | 1-5 |
| 9 dic. | riposano: Lido di Ostia, Virtus Noicattaro |     |

|         | 11ª giornata               |     |
|         |                            |     |
| 16 dic. | Ciampino-Bisceglie         | 3-0 |
| 16 dic. | Maritime-Lido di Ostia     | 4-2 |
| 16 dic. | Rossano-Salinis            | 6-5 |
| 16 dic. | Virtus Noicattaro-Barletta | 6-2 |
| 16 dic. | riposano: Meta, Sammichele |     |

|        | 12ª giornata              |     |
|        |                           |     |
| 6 gen. | Meta-Bisceglie            | 3-1 |
| 6 gen. | Rossano-Lido di Ostia     | 3-2 |
| 6 gen. | Virtus Noicattaro-Salinis | 8-2 |
| 9 gen. | Sammichele-Barletta       | 2-8 |
| 1 feb. | Ciampino-Maritime         | 0-7 |

|         | 13ª giornata                    |     |
|         |                                 |     |
| 20 gen. | Bisceglie-Maritime              | 0-8 |
| 20 gen. | Lido di Ostia-Virtus Noicattaro | 5-4 |
| 20 gen. | Meta-Barletta                   | 6-5 |
| 20 gen. | Rossano-Ciampino                | 5-2 |
| 20 gen. | Salinis-Sammichele              | 8-2 |

|         | 14ª giornata               |     |
|         |                            |     |
| 26 gen. | Salinis-Rossano            | 5-1 |
| 27 gen. | Barletta-Virtus Noicattaro | 7-3 |
| 27 gen. | Lido di Ostia-Ciampino     | 4-3 |
| 27 gen. | Maritime-Meta              | 3-1 |
| 27 gen. | Sammichele-Bisceglie       | 2-5 |

|        | 15ª giornata              |     |
|        |                           |     |
| 3 feb. | Barletta-Maritime         | 2-4 |
| 3 feb. | Bisceglie-Salinis         | 2-5 |
| 3 feb. | Meta-Lido di Ostia        | 5-2 |
| 3 feb. | Rossano-Virtus Noicattaro | 6-5 |
| 3 feb. | Sammichele-Ciampino       | 3-5 |

|         | 16ª giornata               |     |
|         |                            |     |
| 10 feb. | Barletta-Salinis           | 4-4 |
| 10 feb. | Ciampino-Meta              | 2-6 |
| 10 feb. | Lido di Ostia-Bisceglie    | 4-1 |
| 10 feb. | Sammichele-Rossano         | 1-6 |
| 10 feb. | Virtus Noicattaro-Maritime | 2-7 |

|         | 17ª giornata                 |     |
|         |                              |     |
| 17 feb. | Bisceglie-Ciampino           | 5-4 |
| 17 feb. | Lido di Ostia-Barletta       | 5-2 |
| 17 feb. | Maritime-Salinis             | 8-1 |
| 17 feb. | Meta-Rossano                 | 6-1 |
| 17 feb. | Virtus Noicattaro-Sammichele | 7-1 |

|         | 18ª giornata           |      |
|         |                        |      |
| 24 feb. | Barletta-Ciampino      | 4-4  |
| 24 feb. | Maritime-Sammichele    | 13-1 |
| 24 feb. | Rossano-Bisceglie      | 5-4  |
| 24 feb. | Salinis-Lido di Ostia  | 5-10 |
| 24 feb. | Virtus Noicattaro-Meta | 2-2  |

|        | 19ª giornata                |     |
|        |                             |     |
| 3 mar. | Bisceglie-Virtus Noicattaro | 3-2 |
| 3 mar. | Ciampino-Salinis            | 2-4 |
| 3 mar. | Lido di Ostia-Maritime      | 2-3 |
| 3 mar. | Meta-Sammichele             | 7-1 |
| 3 mar. | Rossano-Barletta            | 0-4 |

|         | 20ª giornata               |     |
|         |                            |     |
| 10 mar. | Barletta-Bisceglie         | 3-3 |
| 10 mar. | Ciampino-Virtus Noicattaro | 8-2 |
| 10 mar. | Maritime-Rossano           | 8-2 |
| 10 mar. | Salinis-Meta               | 2-5 |
| 10 mar. | Sammichele-Lido di Ostia   | 1-6 |

## Play-off

### Formula
Per determinare le altre due società promosse verranno disputate gare di play-off, dove accedono le squadre classificatesi tra la seconda e la quinta posizione nei rispettivi gironi che si affronteranno in un doppio spareggio (andata e ritorno, la prima partita verrà giocata in casa dell'ultima classificata). Al termine degli incontri sarà dichiarata vincente la squadra che nelle due partite (di andata e di ritorno) avrà ottenuto il maggior punteggio ovvero a parità di punteggio la squadra che avrà realizzato il maggior numero di reti. Nel caso di parità gli arbitri della gara di ritorno faranno disputare due tempi supplementari di 5 minuti ciascuno. Qualora anche al termine di questi le squadre fossero in parità sarà considerata vincente la squadra in migliore posizione di classifica al termine della stagione regolare. In seguito alla riformulazione del calendario del girone di ritorno, i play-off del girone B sono stati anticipati di un mese: gli incontri del primo turno si disputeranno il 24 e il 31 marzo, quelli del secondo turno l'8 e il 14 aprile.

### Risultati

#### Primo turno

##### Gara 1
| Arbitri: | Luca Micheli (Frosinone) Gennaro Cefalà (Lamezia Terme) |
| Crono:   | Domenico Ricco (Barletta)                               |

|                   |           |                                           |
| Filaninno 34'29'’ | Marcatori | 4'29'’ C. Musumeci 9'03'’, 29'49'’ Amoedo |

| Arbitri: | Stefano Mestieri (Finale Emilia) Salvatore Giannini (Pisa) |
| Crono:   | Gaspare Asaro (Roma 2)                                     |

|                                 |           |                                |
| Fred 29'34'’ Gattarelli 32'24'’ | Marcatori | 1'56'’ Pizetta 28'40'’ Dentini |

| Arbitri: | Giovanni Ferraioli Vitolo (Castellammare di Stabia) Mirco Rossini (Firenze) |
| Crono:   | Angelo Bottini (Roma 1)                                                     |

|                                                        |           |                                               |
| Caique 2'12'’ Leandri 6'27'’ Santos 18’ Batata 18'54'’ | Marcatori | 15’ Amoroso 16'28'’ Kokorović 23'37'’ Houenou |

| Arbitri: | Alex Iannuzzi (Roma 1) Massimo Tariciotti (Ciampino) |
| Crono:   | Fabio Loni (Cagliari)                                |

|                               |           |                                                          |
| Bonfin 12'16'’ Wilson 23'30'’ | Marcatori | 9'30'’, 36'24'’ Buonanno 25'11'’ Zanella 37'23'’ Zannoni |

##### Gara 2
| Arbitri: | Paolo Lapenta (Moliterno) Simone Pisani (Aprilia) |
| Crono:   | Pasquale Caruso (Messina)                         |

| |           |  |
| Sánchez 5’, 12’, 33’ Messina 10’ Vega 16’ Amoedo 19'30'’ Silvestri 32’ C. Musumeci 37’ Zappalà 38'40'’ | Marcatori |  |

| Arbitri: | Paolo De Lorenzo (Brindisi) Lorenzo Agostinelli (Bari) |
| Crono:   | Gaetano Fabio Grande (Rossano)                         |

|                                  |           |                                                      |
| Dentini 27'03'’ Scervino 37'21'’ | Marcatori | 18'25'’ (t.l.) Fred 30'21'’ Renoldi 43'53'’ Ugherani |

| Arbitri: | Fabrizio Andolfo (Ercolano) Dario Di Nicola (Pescara) |
| Crono:   | Fabio Pozzobon (Treviso)                              |

|                                                                                        |           |  |
| Pichí 13'08'’ Amoroso 14'24'’ (t.l.), 23'58'’, 32'42'’ (t.l.), 34'27'’ Houenou 33'11'’ | Marcatori |  |

| Arbitri: | Pierluigi Tomassetti (Ascoli Piceno) Luca Michele De Candia (Molfetta) |
| Crono:   | Walter Suelotto (Bassano del Grappa)                                   |

|                                                                       |           |                                 |
| Pedrinho 0'22'’, 36'32'’ Zanella 4'59'’ Zannoni 37'27'’ Rossi 39'57'’ | Marcatori | 13'08'’ Ruggiu 18'27'’ A. López |

#### Secondo turno

##### Gara 1
| Arbitri: | Federico Beggio (Padova) Simone Tassinato (Padova) |
| Crono:   | Daniele Di Resta (Roma 2)                          |

|                 |           |                                                             |
| Cutrupi 31'17'’ | Marcatori | 27'34'’ Sánchez 36'09'’ C. Musumeci 37'17'’ (rig.) Schacker |

| Arbitri: | Antonio Marino (Agropoli) Vincenzo Brischetto (Acireale) |
| Crono:   | Elena Lunardi (Padova)                                   |

|                                                    |           |                                                                    |
| Zanella 14'46'’, 19'11'’ Pedrinho 22'48'’, 32'19'’ | Marcatori | 8’ Salamone 11'38'’ Amoroso 12'53'’ Houenou 13'12'’, 19'41'’ Murga |

##### Gara 2
| Arbitri: | Luca Petrillo (Catanzaro) Fabio Parretti (Prato) |
| Crono:   | Vincenzo Brischetto (Acireale)                   |

|                                        |           |                                                   |
| Dalcin 17'17'’, 38'40'’ Amoedo 23'00'’ | Marcatori | 7'00'’ Fred 28'00'’ (aut.) Rosati 31'00'’ Cutrupi |

| Arbitri: | Fabio Rocco De Pasquale (Marsala) Nicola Acquafredda (Molfetta) |
| Crono:   | Davide De Ninno (Varese)                                        |

|                                                                                   |           |                                          |
| Tres 2'48'’ (aut.) Houenou 5'16'’, 31'52'’ Amoroso 14'27'’, 29'41'’ Murga 37'45'’ | Marcatori | 4'00'’, 12'49'’ Restaino 8'18'’ Pedrinho |

## Play-out

### Formula
Le squadre che hanno concluso il campionato alla decima e all'undicesima posizione del girone A si affronteranno in un doppio spareggio (andata e ritorno, la prima partita verrà giocata in casa dell'ultima classificata) per determinare l'unica squadra a retrocedere in Serie B. Al termine degli incontri sarà dichiarata vincente la squadra che nelle due partite (di andata e di ritorno) avrà ottenuto il maggior punteggio ovvero a parità di punteggio la squadra che avrà realizzato il maggior numero di reti. Nel caso di parità gli arbitri della gara di ritorno faranno disputare due tempi supplementari di 5 minuti ciascuno. Qualora anche al termine di questi le squadre fossero in parità sarà considerata vincente la squadra in migliore posizione di classifica al termine della stagione regolare.

### Risultati

#### Andata
| Arbitri: | Simone Zanfino (Agropoli) Stefano Parrella (Cesena) |
| Crono:   | Carlo Casu (Sassari)                                |

|                                                  |           |                                                   |
| Spanu 6'55'’ Etzi 9'51'’ Deivison 32'30'’ (rig.) | Marcatori | 24'02'’, 27'18'’, 37'24'’ Silon 34'59'’ Bidinotti |

#### Ritorno
| Arbitri: | Michele Ronca (Rovigo) Sue Ellen Salvatore (Gallarate) |
| Crono:   | Leonardo Spano (Olbia)                                 |

|                                                           |           |                                                      |
| Bidinotti 10'42'’ R. Fiori 27'45'’, 36'37'’ Silon 33'43'’ | Marcatori | 5'50'’ Piaz 20'54'’ Tidu 27'50'’ Billai 34'00'’ Etzi |